# Dopolavoro Sportivo Comunale San Giovanni Valdarno 1939-1940
Questa voce raccoglie le informazioni riguardanti il Dopolavoro Sportivo Comunale San Giovanni Valdarno nelle competizioni ufficiali della stagione 1939-1940.

## Rosa
| N. |                   | Ruolo | Calciatore           |
| -- | ----------------- | ----- | -------------------- |
|    | Italia (bandiera) | A     | Piero Belardi        |
|    | Italia (bandiera) | D     | Aldo Berti           |
|    | Italia (bandiera) | A     | S. Berti             |
|    | Italia (bandiera) | A     | Brunetto Bruni       |
|    | Italia (bandiera) | C     | Guido Cafassi        |
|    | Italia (bandiera) | D     | T. Cafassi           |
|    | Italia (bandiera) | A     | Natale Chienna       |
|    | Italia (bandiera) | C     | Delio Comucci        |
|    | Italia (bandiera) | D     | Fiorangelo Cozzolino |
|    | Italia (bandiera) | C     | Mario Ermini         |
|    | Italia (bandiera) | C     | G. Fratini           |

| N. |                   | Ruolo | Calciatore         |
| -- | ----------------- | ----- | ------------------ |
|    | Italia (bandiera) | A     | Alvaro Lasi        |
|    | Italia (bandiera) | A     | Willy Lucaccini    |
|    | Italia (bandiera) | D     | Giovanni Nocchi    |
|    | Italia (bandiera) | A     | Marino Passetti    |
|    | Italia (bandiera) | A     | Giovanni Piccinini |
|    | Italia (bandiera) | D     | Cirillo Raner      |
|    | Italia (bandiera) | P     | Tosello Telleschi  |
|    | Italia (bandiera) | D     | Mario Testi        |
|    | Italia (bandiera) | P     | Alvaro Terrazzi    |
|    | Italia (bandiera) | D     | Paolo Verzetti     |
|    | Italia (bandiera) | C     | Libero Zattoni     |